# Macrobrachium fukienense
Macrobrachium fukienense är en kräftdjursart som beskrevs av Liang och Yan 1980. Macrobrachium fukienense ingår i släktet Macrobrachium och familjen Palaemonidae. Inga underarter finns listade i Catalogue of Life.